# Bellaffaire
Bellaffaire é uma comuna francesa na região administrativa da Provença-Alpes-Costa Azul, no departamento dos Alpes da Alta Provença. 
Estende-se por uma área de 13,12 km². Em 2010 a comuna tinha 146 habitantes (densidade: 11,1 hab./km²).